# Comuna de Przewó
Przewóz (polaco: Gmina Przewóz) é uma gminy (comuna) na Polónia, na voivodia da Lubúsquia e no condado de Żarski. A sede do condado é a cidade de Przewóz.
De acordo com os censos de 2004, a comuna tem 3296 habitantes, com uma densidade 18,5 hab/km².

## Área
Estende-se por uma área de 178,32 km², incluindo:
- área agricola: 25%
- área florestal: 66%

## Demografia
Dados de 30 de Junho 2004:
|                      | Total   | Total | Mulheres | Mulheres | Homens  | Homens |
| -------------------- | ------- | ----- | -------- | -------- | ------- | ------ |
|                      | pessoas | %     | pessoas  | %        | pessoas | %      |
| População            | 3296    | 100   | 1678     | 50,9     | 1618    | 49,1   |
| Densidade (pop./km²) | 18,5    | 100   | 9,4      | 9,4      | 9,1     | 9,1    |

De acordo com dados de 2002, o rendimento médio per capita ascendia a 1722,9 zł.

## Subdivisões
- Bucze, Dąbrowa Łużycka, Dobrochów, Lipna, Mielno, Piotrów, Przewóz, Sanice, Sobolice, Straszów, Włochów.

## Comunas vizinhas
- Gozdnica, Lipinki Łużyckie, Łęknica, Pieńsk, Trzebiel, Węgliniec, Wymiarki, Comuna de Żary.